# العلاقات الكازاخستانية الليتوانية
العلاقات الكازاخستانية الليتوانية هي العلاقات الثنائية التي تجمع بين كازاخستان وليتوانيا.

## مقارنة بين البلدين
هذه مقارنة عامة ومرجعية للدولتين:
| وجه المقارنة                                              | كازاخستان                      | ليتوانيا                                                    |
| --------------------------------------------------------- | ------------------------------ | ----------------------------------------------------------- |
| المساحة (كم2)                                             | 2.72 مليون                     | 65.30 ألف                                                   |
| عدد السكان (نسمة)                                         | 17.95 مليون                    | 2.79 مليون                                                  |
| الكثافة السكانية (ن./كم²)                                 | 6.6                            | 42.73                                                       |
| العاصمة                                                   | نور سلطان                      | فيلنيوس، كاوناس                                             |
| اللغة الرسمية                                             | اللغة القازاقية، اللغة الروسية | اللغة الليتوانية                                            |
| العملة                                                    | تينغ كازاخستاني                | ليتاس ليتواني، يورو                                         |
| الناتج المحلي الإجمالي (بليون دولار)                      | 159.41 مليار                   | 47.17 مليار                                                 |
| الناتج المحلي الإجمالي (تعادل القوة الشرائية) بليون دولار | 439.39 مليار                   | 84.06 مليار                                                 |
| الناتج المحلي الإجمالي الاسمي للفرد دولار أمريكي          | 10.51 ألف                      | 14.15 ألف                                                   |
| الناتج المحلي الإجمالي للفرد دولار أمريكي                 | 24.23 ألف                      | 27.69 ألف                                                   |
| مؤشر التنمية البشرية                                      | 0.788                          | 0.839                                                       |
| رمز المكالمات الدولي                                      | +7                             | +370                                                        |
| رمز الإنترنت                                              | .kz، .қаз ‏                     | .lt                                                         |
| المنطقة الزمنية                                           | ت ع م+05:00، ت ع م+06:00       | ت ع م+02:00، ت ع م+03:00، أوروبا/فيلنيوس ‏، توقيت شرق أوروبا |

## مدن متوأمة
في ما يلي قائمة باتفاقيات التوأمة بين مدن كازاخستانية وليتوانية:
- ترتبط ألماتي مع فيلنيوس باتفاقية توأمة منذ 1991.
- ترتبط نور سلطان مع فيلنيوس باتفاقية توأمة منذ 1999.[18][19][18][19]

## منظمات دولية مشتركة
يشترك البلدان في عضوية مجموعة من المنظمات الدولية، منها:
| علم المنظمة | اسم المنظمة                               | تاريخ انضمام كازاخستان | تاريخ انضمام ليتوانيا |
| ----------- | ----------------------------------------- | ---------------------- | --------------------- |
|             | الاتحاد البريدي العالمي                   | ?                      | ?                     |
|             | يونسكو                                    | 22 مايو 1992           | 7 أكتوبر 1991         |
|             | البنك الدولي للإنشاء والتعمير             | 23 يوليو 1992          | 6 يوليو 1992          |
|             | وكالة ضمان الاستثمار متعدد الأطراف        | 12 أغسطس 1993          | 8 يونيو 1993          |
|             | الاتحاد الدولي للاتصالات                  | 23 فبراير 1993         | 1 يوليو 1923          |
|             | منظمة الشرطة الجنائية الدولية             | ?                      | ?                     |
|             | مؤسسة التمويل الدولية                     | 30 سبتمبر 1993         | 15 يناير 1993         |
|             | مجموعة الموردين النوويين                  | ?                      | ?                     |
|             | الأمم المتحدة                             | 2 مارس 1992            | 17 سبتمبر 1991        |
|             | منظمة الأمن والتعاون في أوروبا            | 30 يناير 1992          | 10 سبتمبر 1991        |
|             | مؤسسة التنمية الدولية                     | 23 يوليو 1992          | 23 سبتمبر 2011        |
|             | منظمة حظر الأسلحة الكيميائية              | ?                      | ?                     |
|             | المركز الدولي لتسوية المنازعات الاستشارية | 21 أكتوبر 2000         | 5 أغسطس 1992          |

## وصلات خارجية
- موقع وزارة الخارجية الكازاخستانية
- موقع وزارة الخارجية الليتوانية